# Danh sách hat-trick cricket One Day International

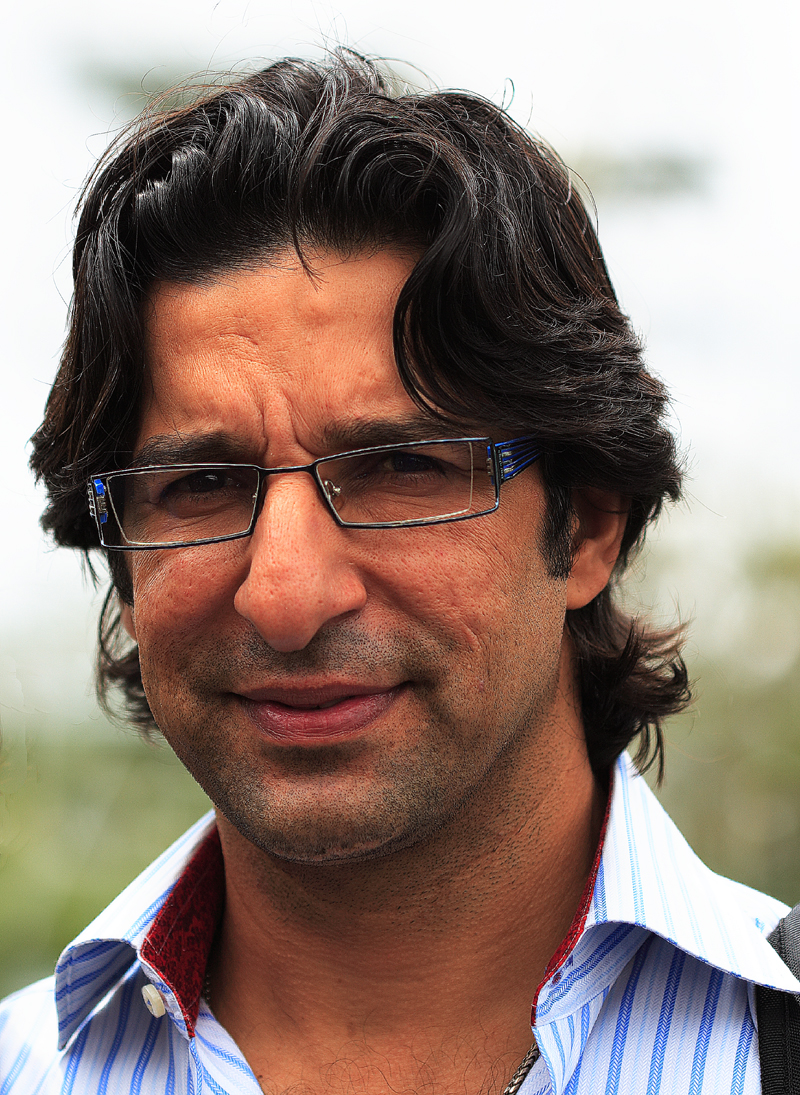
Wasim Akram, 1 trong 3 người có được 2 ODI hat-tricks

Hat-trick trong cricket là trường hợp khi bowler ghi được 3 wickets liên tục trong các deliveries, dismissing và loại được 3 batsmen khác nhau với 3 balls bowled liên tiếp. Nó rất hiếm gặp trong One Day International (ODI) cricket mới chỉ xảy ra 29 lần trong khoảng 3,000 trận ODI kể từ lần đầu tiên Australia gặp Anh vào ngày 5 tháng 1 năm 1971. Hat-trick đầu tiên được thực hiện bởi Jalal-ud-Din của Pakistan khi đối đầu với Australia tại sân vận động Niaz vào tháng 9 năm 1982; lần gần đây nhất được thực hiện bởi Lasith Malinga của Sri Lanka trong trận đấu với Kenya ngày 1 tháng 3 năm 2011.
Pakistan là đội đang giữ kỉ lục về số ODI hat-tricks, trong đó có 2 hat-tricks được thực hiện bởi Wasim Akram và Saqlain Mushtaq, người còn lại là Chaminda Vaas của Sri Lanka. Hat-tricks thường được thực hiện bởi fast bowlers và Saqlain của Pakistan cùng với Razzaq của Bangladesh là 2 người duy nhất ném kiểu spinners có được ODI hat-trick. 5 hat-tricks được thực hiện trong các kì World Cup, giải đấu ODI quan trọng nhất. Lần cuối được thực hiện trong kì 2011 World Cup bởi Lasith Malinga của Sri Lanka có 3 wickets trong 3 balls với đội Kenya.
Wasim Akram của Pakistan và Mohammad Sami cùng có được hat-tricks trong ODI và Test cricket. Brett Lee là người duy nhất có hat-trick trong ODI và Twenty20 International cricket.

## Hat-tricks
Key
| *         | Hat-trick được thực hiện trong 1 trận đấu World Cup |
| (b)       | Bowled                                              |
| (c)       | Caught                                              |
| (c and b) | Caught và bowled                                    |
| (lbw)     | Leg before wicket                                   |
| (st)      | Stumped                                             |
| †         | Wicket-keeper                                       |

| Thứ tự       | Thứ tự ODI | Bowler           | Đội         | Đối thủ     | Wickets | Địa điểm                                         | Thời điểm             |
| ------------ | ---------- | ---------------- | ----------- | ----------- | --- | ------------------------------------------------ | --------------------- |
| 1.           | 158        | Jalal-ud-Din     | Pakistan    | Úc          | • Rod Marsh (b) • Bruce Yardley (c †Wasim Bari) • Geoff Lawson (b)                                             | Niaz Stadium, Hyderabad                          | 20 tháng 9 năm 1982   |
| 2.           | 359        | Bruce Reid       | Úc          | New Zealand | • Bruce Blair (c Greg Matthews) • Ervin McSweeney (c Allan Border) • Stu Gillespie (b)                         | Sydney Cricket Ground, Sydney                    | 29 tháng 1 năm 1986   |
| 3.           | 474        | Chetan Sharma    | Ấn Độ       | New Zealand | • Ken Rutherford (b) • Ian Smith (b) • Ewen Chatfield (b)                                                      | Vidarbha Cricket Association Ground, Nagpur      | 31 tháng 10 năm 1987* |
| 4.           | 570        | Wasim Akram      | Pakistan    | Tây Ấn      | • Jeff Dujon (b) • Malcolm Marshall (b) • Curtly Ambrose (b)                                                   | Sharjah Stadium, Sharjah                         | 14 tháng 10 năm 1989  |
| 5.[A]        | 631        | Wasim Akram      | Pakistan    | Úc          | • Merv Hughes (b) • Carl Rackemann (b) • Terry Alderman (b)                                                    | Sharjah Stadium, Sharjah                         | 4 tháng 5 năm 1990    |
| 6.           | 661        | Kapil Dev        | Ấn Độ       | Sri Lanka   | • Roshan Mahanama (c †Kiran More) • Rumesh Ratnayake (lbw) • Sanath Jayasuriya (c Sanjay Manjrekar)            | Eden Gardens, Calcutta                           | 4 tháng 1 năm 1991    |
| 7.[B]        | 685        | Aaqib Javed      | Pakistan    | Ấn Độ       | • Ravi Shastri (lbw) • Mohammad Azharuddin (lbw) • Sachin Tendulkar (lbw)                                      | Sharjah Stadium, Sharjah                         | 25 tháng 10 năm 1991  |
| 8.           | 896        | Danny Morrison   | New Zealand | Ấn Độ       | • Kapil Dev (b) • Salil Ankola (b) • Nayan Mongia (b)                                                          | McLean Park, Napier                              | 25 tháng 3 năm 1994   |
| 9.[A]        | 966        | Waqar Younis     | Pakistan    | New Zealand | • Chris Harris (b) • Chris Pringle (b) • Richard de Groen (b)                                                  | Buffalo Park, East London                        | 19 tháng 12 năm 1994  |
| 10.[C]       | 1.136      | Saqlain Mushtaq  | Pakistan    | Zimbabwe    | • Grant Flower (c †Moin Khan) • John Rennie (c †Moin Khan) • Andy Whittall (c Saleem Malik)                    | Arbab Niaz Stadium, Peshawar                     | 3 tháng 11 năm 1996   |
| 11.[D]       | 1.158      | Eddo Brandes     | Zimbabwe    | Anh         | • Nick Knight (c †Andy Flower) • John Crawley (lbw) • Nasser Hussain (c †Andy Flower)                          | Harare Sports Club, Harare                       | 3 tháng 1 năm 1997    |
| 12.          | 1.164      | Anthony Stuart   | Úc          | Pakistan    | • Ijaz Ahmed (c †Ian Healy) • Mohammad Wasim (c †Ian Healy) • Moin Khan (c Mark Taylor)                        | Melbourne Cricket Ground, Melbourne              | 16 tháng 1 năm 1997   |
| 13.[A]       | 1.479      | Saqlain Mushtaq  | Pakistan    | Zimbabwe    | • Henry Olonga (st †Moin Khan) • Adam Huckle (st †Moin Khan) • Pommie Mbangwa (lbw)                            | The Oval, London                                 | 11 tháng 6 năm 1999*  |
| 14.[E]       | 1.776      | Chaminda Vaas    | Sri Lanka   | Zimbabwe    | • Stuart Carlisle (c Suresh Perera) • Craig Wishart (lbw) • Tatenda Taibu (lbw)                                | Sinhalese Sports Club Ground, Colombo            | 8 tháng 12 năm 2001   |
| 15.[A]       | 1.808      | Mohammad Sami    | Pakistan    | Tây Ấn      | • Ridley Jacobs (lbw) • Corey Collymore (b) • Cameron Cuffy (b)                                                | Sharjah Stadium, Sharjah                         | 15 tháng 2 năm 2002   |
| 16.[C][D][F] | 1.950      | Chaminda Vaas    | Sri Lanka   | Bangladesh  | • Hannan Sarkar (b) • Mohammad Ashraful (c and b) • Ehsanul Haque (c Mahela Jayawardene)                       | Pietermaritzburg Oval, Pietermaritzburg          | 14 tháng 2 năm 2003*  |
| 17.[D]       | 1.990      | Brett Lee        | Úc          | Kenya       | • Kennedy Otieno (b) • Brijal Patel (c Ricky Ponting) • David Obuya (b)                                        | Kingsmead, Durban                                | 15 tháng 3 năm 2003*  |
| 18.[A]       | 2.026      | James Anderson   | Anh         | Pakistan    | • Abdul Razzaq (c Marcus Trescothick) • Shoaib Akhtar (c †Chris Read) • Mohammad Sami (b)                      | The Oval, London                                 | 20 tháng 6 năm 2003   |
| 19.[A]       | 2.164      | Steve Harmison   | Anh         | Ấn Độ       | • Mohammad Kaif (c †Geraint Jones) • Lakshmipathy Balaji (c Andrew Flintoff) • Ashish Nehra (c and b)          | Trent Bridge, Nottingham                         | 1 tháng 9 năm 2004    |
| 20.[A]       | 2.243      | Charl Langeveldt | Nam Phi     | Tây Ấn      | • Ian Bradshaw (b) • Daren Powell (b) • Corey Collymore (lbw)                                                  | Kensington Oval, Barbados                        | 11 tháng 5 năm 2005   |
| 21.          | 2.394      | Shahadat Hossain | Bangladesh  | Zimbabwe    | • Tafadzwa Mufambisi (c †Khaled Mashud) • Elton Chigumbura (lbw) • Tawanda Mupariwa (c †Khaled Mashud)         | Harare Sports Club, Harare                       | 2 tháng 8 năm 2006    |
| 22.          | 2.432      | Jerome Taylor    | Tây Ấn      | Úc          | • Michael Hussey (b) • Brett Lee (lbw) • Brad Hogg (b)                                                         | Brabourne Stadium, Mumbai                        | 18 tháng 10 năm 2006  |
| 23.          | 2.474      | Shane Bond       | New Zealand | Úc          | • Cameron White (c Craig McMillan) • Andrew Symonds (c †Brendon McCullum) • Nathan Bracken (b)                 | Bellerive Oval, Hobart                           | 14 tháng 1 năm 2007   |
| 24.[G]       | 2.556      | Lasith Malinga   | Sri Lanka   | Nam Phi     | • Shaun Pollock (b) • Andrew Hall (c Upul Tharanga) • Jacques Kallis (c †Kumar Sangakkara) • Makhaya Ntini (b) | Providence Stadium, Georgetown                   | 28 tháng 3 năm 2007*  |
| 25.          | 2.833      | Andrew Flintoff  | Anh         | Tây Ấn      | • Denesh Ramdin (b) • Ravi Rampaul (lbw) • Sulieman Benn (b)                                                   | Beausejour Stadium, Gros Islet, Saint Lucia      | 3 tháng 4 năm 2009    |
| 26.          | 2.999      | Farveez Maharoof | Sri Lanka   | Ấn Độ       | • Ravindra Jadeja (lbw) • Praveen Kumar (b) • Zaheer Khan (c †Kumar Sangakkara)                                | Rangiri Dambulla International Stadium, Dambulla | 22 tháng 6 năm 2010   |
| 27.[A][H]    | 3.073      | Abdur Razzak     | Bangladesh  | Zimbabwe    | • Prosper Utseya (c Naeem Islam) • Ray Price (lbw) • Christopher Mpofu (lbw)                                   | Shere Bangla National Stadium, Mirpur            | 3 tháng 12 năm 2010   |
| 28.[A]       | 3.112      | Kemar Roach      | Tây Ấn      | Hà Lan      | • Pieter Seelaar (lbw) • Bernard Loots (lbw) • Berend Westdijk (b)                                             | Feroz Shah Kotla, New Delhi                      | 28 tháng 2 năm 2011*  |
| 29.[H]       | 3.113      | Lasith Malinga   | Sri Lanka   | Kenya       | • Tanmay Mishra (lbw) • Peter Ongondo (b) • Shem Ngoche (b)                                                    | R Premadasa Stadium, Colombo                     | 1 tháng 3 năm 2011*   |

## Liên kết khác
Tổng quá
- "One Day Internationals - Hat-tricks". Cricinfo. Truy cập ngày 10 tháng 7 năm 2009.

Cụ thể
1. ↑  "Vaughan confident over Cup fitness". Daily Telegraph. ngày 20 tháng 2 năm 2007. Truy cập ngày 12 tháng 7 năm 2009.
2. ↑  "Test matches - Hat-tricks". Cricinfo. Truy cập ngày 10 tháng 7 năm 2009.
3. ↑  "1st ODI: Pakistan v Australia at Hyderabad (Sind), ngày 20 tháng 9 năm 1982". Cricinfo. Truy cập ngày 11 tháng 7 năm 2009.
4. ↑  "13th Match: Australia v New Zealand at Sydney, ngày 29 tháng 1 năm 1986". Cricinfo. Truy cập ngày 11 tháng 7 năm 2009.
5. ↑  "24th Match: India v New Zealand at Nagpur, ngày 31 tháng 10 năm 1987". Cricinfo. Truy cập ngày 11 tháng 7 năm 2009.
6. ↑  "2nd Match: Pakistan v West Indies at Shrajah, ngày 14 tháng 10 năm 1989". Cricinfo. Truy cập ngày 11 tháng 7 năm 2009.
7. ↑  "Final: Australia v Pakistan at Shrajah, ngày 4 tháng 5 năm 1990". Cricinfo. Truy cập ngày 11 tháng 7 năm 2009.
8. ↑  "Final: India v Sri Lanka at Kolkata, ngày 4 tháng 1 năm 1991". Cricinfo. Truy cập ngày 11 tháng 7 năm 2009.
9. ↑  "Final: India v Pakistan at Sharjah, ngày 25 tháng 10 năm 1991". Cricinfo. Truy cập ngày 11 tháng 7 năm 2009.
10. ↑  "1st ODI: New Zealand v India at Napier, ngày 25 tháng 3 năm 1994". Cricinfo. Truy cập ngày 11 tháng 7 năm 2009.
11. ↑  "11th Match: New Zealand v Pakistan at East London, ngày 19 tháng 12 năm 1994". Cricinfo. Truy cập ngày 11 tháng 7 năm 2009.
12. ↑  "3rd ODI: Pakistan v Zimbabwe at Peshawar, ngày 3 tháng 11 năm 1996". Cricinfo. Truy cập ngày 11 tháng 7 năm 2009.
13. ↑  "3rd ODI: Zimbabwe v England at Harare, ngày 3 tháng 1 năm 1997". Cricinfo. Truy cập ngày 11 tháng 7 năm 2009.
14. ↑  "12th Match: Australia v Pakistan at Melbourne, ngày 16 tháng 1 năm 1997". Cricinfo. Truy cập ngày 11 tháng 7 năm 2009.
15. ↑  "7th Super: Pakistan v Zimbabwe at The Oval, ngày 11 tháng 6 năm 1999". Cricinfo. Truy cập ngày 11 tháng 7 năm 2009.
16. ↑  "1st Match: Sri Lanka v Zimbabwe at Colombo (SSC), ngày 8 tháng 12 năm 2001". Cricinfo. Truy cập ngày 11 tháng 7 năm 2009.
17. ↑  "2nd ODI: Pakistan v West Indies at Sharjah, ngày 15 tháng 2 năm 2002". Cricinfo. Truy cập ngày 11 tháng 7 năm 2009.
18. ↑  "10th Match: Bangladesh v Sri Lanka at Pietermaritzburg, ngày 14 tháng 2 năm 2003". Cricinfo. Truy cập ngày 11 tháng 7 năm 2009.
19. ↑  "9th Super: Australia v Kenya at Durban, ngày 18 tháng 3 năm 2003". Cricinfo. Truy cập ngày 11 tháng 7 năm 2009.
20. ↑  "2nd Match: England v Pakistan at The Oval, ngày 20 tháng 6 năm 2003". Cricinfo. Truy cập ngày 11 tháng 7 năm 2009.
21. ↑  "1st Match: England v India at Nottingham, ngày 1 tháng 9 năm 2004". Cricinfo. Truy cập ngày 11 tháng 7 năm 2009.
22. ↑  "3rd ODI: West Indies v South Africa at Bridgetown, ngày 11 tháng 5 năm 2005". Cricinfo. Truy cập ngày 11 tháng 7 năm 2009.
23. ↑  "3rd ODI: Zimbabwe v Bangladesh at Harare, Aug 2, 2006". Cricinfo. Truy cập ngày 11 tháng 7 năm 2009.
24. ↑  "10th Match: Australia v West Indies at Mumbai (BS), Oct 18, 2006". Cricinfo. Truy cập ngày 11 tháng 7 năm 2009.
25. ↑  "2nd Match: Australia v New Zealand at Hobart, Jan 14, 2007". Cricinfo. Truy cập ngày 11 tháng 7 năm 2009.
26. ↑  "26th Match, Super Eights: South Africa v Sri Lanka at Providence, Mar 28, 2007". Cricinfo. Truy cập ngày 11 tháng 7 năm 2009.
27. ↑  "5th ODI: West Indies v England at Gros Islet, Apr 3, 2009". Cricinfo. Truy cập ngày 11 tháng 7 năm 2009.
28. ↑  "6th match: 2010 Asia Cup, Jun 22, 2010". Cricinfo. Truy cập ngày 22 tháng 6 năm 2010.
29. ↑  "Zimbabwe tour of Bangladesh, 2nd ODI: Bangladesh v Zimbabwe at Dhaka, Dec 3, 2010". Cricinfo. Truy cập ngày 3 tháng 12 năm 2010.
30. ↑  "ICC Cricket World Cup, 13th Match, Group B: Netherlands v West Indies at Delhi, Feb 28, 2011". ESPNcricinfo. ESPN. ngày 28 tháng 2 năm 2011. Truy cập ngày 28 tháng 2 năm 2011.
31. ↑  "ICC Cricket World Cup, 14th Match, Group A: Sri Lanka v Kenya at Colombo (RPS), March 1st, 2011". Cricinfo. Truy cập ngày 3 tháng 12 năm 2010.
32. 1 2  "ODI Career Best Innings Bowling". Cricinfo. Truy cập ngày 10 tháng 7 năm 2009.

Bản mẫu:Cricket records